# Марк Фулвий Флак (консул 125 пр.н.е.)
Вижте пояснителната страница за други личности с името Марк Фулвий Флак.
Марк Фулвий Флак (на латински: Marcus Fulvius Flaccus; M. Fulvius M.f. Flaccus; * 168 пр.н.е.; † 121 пр.н.е.) е политик на Римската Република и съюзник на Гракхиите.
Той става през 130 пр.н.e. управител на аграрната реформа и предлага да се даде римско гражданство на жителите на съюзните градове. През 125 пр.н.е. е консул и му е наредено от сената да помогне на Масилия (днешна Марсилия) в борбата против грабежите на салиите (или салувите).
Флак завоюва големи части от Нарбонска Галия и се връща с триумф през 123 пр.н.e. През 122 пр.н.е. става заедно с Гай Семпроний Гракх народен трибун. Същата година отива в Африка, за да основе римската колония Colonia Junonia върху руините на Картаген.
През 121 пр.н.e. отново се кандидатират с Гракх за трибуни, но не са преизбрани и организира масов протест на Авентин, който е прекратен със сила от консула Луций Опимий. Първо убиват младия син на Флак, след това него, Гай Семпроний Гракх и много други.